# Gaio Giulio Vittore
Gaio Giulio Vittore (in latino Gaius Iulius Victor; Gallia?, IV secolo d.C. – ...) è stato uno scrittore e retore romano.

## Biografia
Vittore fu probabilmente originario della Gallia, a cui rimanda il suo stile, oltre a taluni riferimenti alla scuola contenuti nella sua opera.

## Ars rhetorica
Il suo manuale, Ars rhetorica (Arte retorica), è tramandato da un codice unico, conservato nella Biblioteca Vaticana e scoperto da Angelo Mai, che ne curò la prima edizione nel 1823.
L'operetta è di una certa importanza per comprendere la critica testuale di Quintiliano, di cui Giulio Vittore segue molto attentamente i dettami; inoltre, di particolare interesse risultano i capitoli finali sull’esercizio continuo da parte di chi voglia progredire nell’eloquenza (de exercitatione), l’impiego del discorso comune (de sermocinatione) e il corretto modo di scrivere epistole (de epistolis). Quest'ultima sezione, inoltre, è l’unica trattazione, seppur piuttosto breve ed alquanto disorganica, sulla scrittura epistolare di un manuale di retorica antico.